# Шак, Джон
Джон Шак (англ. John Schuck; род. 4 февраля 1940, Бостон) — американский актёр театра, кино и телевидения.

## Биография
Конрад Джон Шак-младший родился 4 февраля 1940 года в Бостоне, штат Массачусетс. Мать — Мэри Шак (до замужества — Хэмилтон), отец — Конрад Джон Шак-старший, профессор Университета штата Нью-Йорк в Буффало; выходцы из Англии и Германии.
Джон Шак окончил Университет Денисон, потом работал в театральных компаниях Cleveland Play House и Театр американской консерватории. Здесь Шака заметил известный режиссёр Роберт Олтмен, и с 1969 года Джон Шак начал появляться на телевидении, с 1970 года — на широких экранах. В 1979 году Шак впервые появился на подмостках Бродвея (Театр Нила Саймона): он сыграл роль Оливера «Папочки» Уорбакса в мюзикле «Энни».
До 1983 года был женат на актрисе Сьюзан Бэй (род. 1943), затем последовал развод, у пары есть сын Аарон.

## Избранная фильмография

### Широкий экран
- 1970 — Лунный свет войны[англ.] / The Moonshine War — Е. Дж. Ройс
- 1970 — Брюстер Макклауд[англ.] / Brewster McCloud — офицер Джонсон
- 1971 — Маккейб и миссис Миллер / McCabe & Mrs. Miller — Смолли
- 1972 — Хаммерсмит вышел на волю / Hammersmith Is Out — Генри Джо
- 1974 — Воры как мы / Thieves Like Us — Чикамо
- 1976 — Мидуэй[англ.] / Midway — Уилсон (в титрах не указан)
- 1979 — Бутч и Сандэнс: Ранние дни / Butch and Sundance: The Early Days — Кид Карри / Харви Логан
- 1979 — Только ты и я, малыш[англ.] / Just You and Me, Kid — Стэн
- 1984 — Чур, моё![англ.] / Finders Keepers — шеф полиции Норрис
- 1986 — Звёздный путь 4: Путешествие домой / Star Trek IV: The Voyage Home — посол клингонов
- 1987 — Бешеные деньги / Outrageous Fortune — агент Эткинс
- 1988 — Новые приключения Пеппи Длинныйчулок / The New Adventures of Pippi Longstocking — Эфраим Длинныйчулок: пират, капитан корабля, вождь туземного племени, отец Пеппи
- 1989 — Ясновидение[англ.] / Second Sight — Мануджиан
- 1989 — Моя мама — оборотень / My Mom's a Werewolf — Говард Шейбер
- 1990 — Дик Трейси / Dick Tracy — репортёр
- 1991 — Звёздный путь 6: Неоткрытая страна / Star Trek VI: The Undiscovered Country — посол клингонов
- 1994 — Святые узы брака / Holy Matrimony — Марковски
- 1994 — Луна-понтиак / Pontiac Moon — офицер
- 1995 — Байки из склепа: Демон ночи / Demon Knight — шериф Таппер
- 2001 — Проклятие нефритового скорпиона / The Curse of the Jade Scorpion — Майз

### Телевидение
- 1969, 1970 — Дымок из ствола / Gunsmoke — Бёрт Тилден / Эмос Блейк (в 2 эпизодах)
- 1970 — Миссия невыполнима / Mission: Impossible — лейтенант Джокаро (в 1 эпизоде)
- 1970 — Шоу Мэри Тайлер Мур / The Mary Tyler Moore Show — Фрэнк Карелли (в 1 эпизоде)
- 1970 — Комната 222[англ.] / Room 222 — Гарри Коллин (в 1 эпизоде)
- 1971 — Бонанза / Bonanza — Том Бреннан (в 1 эпизоде)
- 1971—1977 — Макмиллан и жена[англ.] / McMillan & Wife — сержант/лейтенант Чарльз Энрайт (в 39 эпизодах)
- 1972 — Айронсайд[англ.] / Ironside — Арчи Болдуин (в 1 эпизоде)
- 1972 — Округ Кейдс[англ.] / Cade's County — Люк Эдвардс (в 2 эпизодах)
- 1972 — Любовь по-американски[англ.] / Love, American Style — Марвин (в эпизоде «Любовь и президент»)
- 1975 — Двигаясь[англ.] / Movin' On — Тедди Браун (в 1 эпизоде)
- 1976—1977 — Холмс и Йо-йо[англ.] / Holmes & Yo-Yo — Грегори «Йо-йо» Йойонович (в 13 эпизодах)
- 1977 — Корни / Roots — Орделл (в 2 эпизодах)
- 1978 — Лодка любви / The Love Boat — «Вол» (в 2 эпизодах)
- 1978, 1980 — Остров фантазий / Fantasy Island — Марк Хендрикс / Чак Хаффмен (в 2 эпизодах)
- 1982—1983 — Новая странная парочка[англ.] / The New Odd Couple — Мюррей (в 10 эпизодах)
- 1982, 1986—1988 — Саймон и Саймон[англ.] / Simon & Simon — разные роли (в 4 эпизодах)
- 1984 — Сент-Элсвер / St. Elsewhere — Эндрю Уэгенер (в 4 эпизодах)
- 1984, 1986 — Она написала убийство / Murder, She Wrote — шеф Мертон П. Дрок / капитан Дэвис (в 2 эпизодах)
- 1985 — Театр волшебных историй[англ.] / Faerie Tale Theatre — фермер (в 1 эпизоде)
- 1986 — Мученики науки[англ.] / Misfits of Science — Галенков (в 1 эпизоде)
- 1986 — Различные ходы[англ.] / Diff'rent Strokes — Карл (в 1 эпизоде)
- 1987 — Мэтлок / Matlock — Карл Бьюрк, репортёр (в 1 эпизоде)
- 1987 — Закон Лос-Анджелеса / L.A. Law — Стэнли Канин (в 1 эпизоде)
- 1987 — Секретный агент Макгайвер / MacGyver — Джо Хендерсон (в 1 эпизоде)
- 1987 — Золотые девочки / The Golden Girls — Джил Кесслер (в 1 эпизоде)
- 1988—1991 — Манстеры сегодня[англ.] / The Munsters Today — Герман Манстер (в 73 эпизодах)
- 1991 — Молодые наездники[англ.] / The Young Riders — Джарвис (в 1 эпизоде)
- 1993 — Сёстры / Sisters — доктор Стэнли Ливингстон (в 1 эпизоде)
- 1994 — Следы во времени / Time Trax — доктор Картер Бэч (в 1 эпизоде)
- 1994 — Звёздный путь: Глубокий космос 9 / Star Trek: Deep Space Nine — Легат Парн (в 1 эпизоде)
- 1995 — Полиция Нью-Йорка / NYPD Blue — Карл Вутрич (в 1 эпизоде)
- 1995—1996 — Вавилон-5 / Babylon 5 — Драал (в 2 эпизодах)
- 1996 — Проект «Альф» / Project: ALF — генерал Майрон Стоун
- 1999 — Арлисс[англ.] / Arliss — Бадди (в 1 эпизоде)
- 1999—2000 — Диагноз: Убийство / Diagnosis: Murder — капитан полиции (в 2 эпизодах)
- 2000 — Звёздный путь: Вояджер / Star Trek: Voyager — Chorus #2 (в 1 эпизоде)
- 2001 — Закон и порядок / Law & Order — Стефан Хавел (в 1 эпизоде)
- 2001 — Титус: Правитель гаража[англ.] / Titus — Боб Маршалл (в 1 эпизоде)
- 2004—2005, 2007—2010 — Закон и порядок: Специальный корпус / Law & Order: Special Victims Unit — шеф детективов Малдрю (в 8 эпизодах)
- 2005 — Звёздный путь: Энтерпрайз / Star Trek: Enterprise — Антаак (в 1 эпизоде)
- 2009—2011 — Зик и Лютер / Zeke and Luther — Карл (в 4 эпизодах)

### Озвучивание
Мультсериалы
- 1992 — Ох уж эти детки! / Rugrats — Лео / Рептар (в 1 эпизоде)
- 1995 — Фриказоид! / Freakazoid! — Армс Акимбо (в 1 эпизоде)
- 1997 — Эй, Арнольд! / Hey Arnold! — Уолли / ведущий (в 1 эпизоде)

Компьютерные игры
- 1994 — Wing Commander III: Heart of the Tiger — полковник Ралгха «Хоббс» нар Ххаллас